# Ugo da Campione

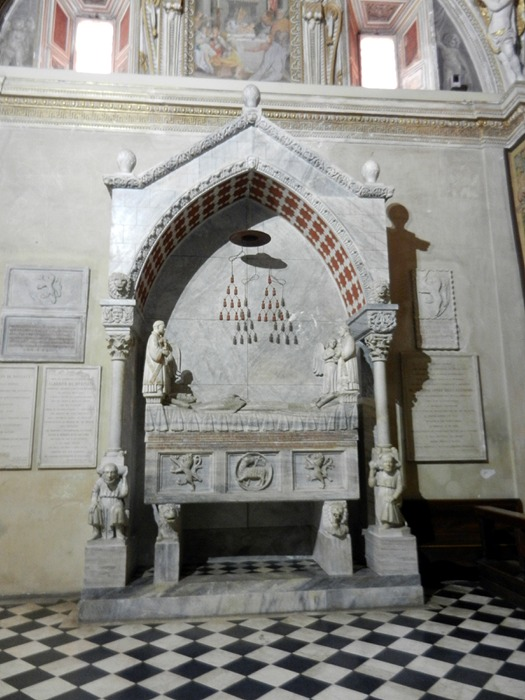
Ugo da Campione (zugeschrieben): Grabmal des Kardinals Guglielmo Longhi, um 1308, Bergamo

Ugo da Campione (* vor 1300, Campione d’Italia, † um 1358/1360) war ein italienischer Bildhauer der frühen Gotik.  

## Leben
Ugo da Campione stammte aus Campione d’Italia, einer italienischen Enklave in der schweizerischen Lombardei. Er ist einer der Campionesischen Meister (it. Magistri Campionesi), einer unter diesem Notnamen zusammengefassten Gruppe von mittelalterlichen Bildhauern, Steinmetzen und Architekten des 13. und 14. Jahrhunderts, die alle aus Campione d’Italia stammten. Sein Name da Campione wurde so aufgrund seiner Herkunft gegeben, er stellt jedoch keinen Familiennamen dar.  
Ugo da Campione war in der Lombardei tätig. Es werden ihm dort unter anderem als ein frühes Werk das  Grabmal  des 1308 verstorbenen Bischofs von Brescia Berardo de‘ Maggi zugewiesen, das heute im Neuen Dom von Brescia steht, auch soll er dann in Bergamo das Grabmal des 1319 verstorbenen Kardinals Guglielmo Longhi in der  Kirche Santa Maria Maggiore erstellt haben.
Der Vorname von Ugo da Campione ist der Nachwelt dadurch bekannt, dass er als Vater von Giovanni di Ugo da Campione genannt wird, der ebenfalls ein Bildhauer wurde. Der Name des Vaters ist so durch Inschriften überliefert, die das Werk seines Sohnes betreffen, dieser war bis 1360 in Bergamo tätig. Ugo soll in Bergamo noch an Werken beteiligt gewesen sein, die nachweislich sein Sohn erstellte, nämlich an den um 1340 geschaffenen Reliefs für das Baptisterium dort und an Figuren, die Giovanni um 1351 für ein Portal von Santa Maria Maggiore erstellte.     
Zwischen 1358 und 1360 müsste Ugo da Campione dann verstorben sein. Sein noch an romanische Vorbilder anklingender Stil steht mit am Anfang der Entwicklung des gotischen Stils der Campionesen.